# 马里帕苏拉
马里帕苏拉（法語：Maripasoula，法語發音：[maʁipasula]）是法国海外省法属圭亚那的一个市镇，属于马罗尼河畔圣洛朗区。该市镇总面积为18,360平方千米，是法国面积最大的市镇（法國本土面积最大的市镇则为阿尔勒）。

## 地理
马里帕苏拉（3°38'28"N, 54°1'40"W）面积18,360平方千米，位于法国海外省法属圭亚那。
与马里帕苏拉接壤的市镇（或旧市镇、城区）包括：雷日纳、萨于勒、卡莫皮、帕派什通、拉蘭雅爾杜雅里。
马里帕苏拉的时区为UTC−03:00。

## 行政
马里帕苏拉的邮政编码为97370，INSEE市镇编码为97353。

## 政治
马里帕苏拉的现任市长为塞尔日·阿内利（Serge Anelli）先生，任期为2020-2026年。

## 人口

1962-2008年间马里帕苏拉人口变化图示

马里帕苏拉于2022年1月1日时的人口数量为8423人。